# Tắc te
Tắc te (nguyên gốc từ tiếng Pháp starter, phát âm Việt tắc-te) hay con chuột là một thuật ngữ thông dụng trong tiếng Việt để chỉ một chi tiết của đèn ống huỳnh quang, chuyên dùng để khởi động đèn. Cấu tạo của nó gồm hai thanh kim loại đặt gần nhau trong bóng thủy tinh chân không. Với điện thế khoảng 170 V sẽ có sự phóng điện giữa hai thanh này làm nó bị nóng, nở ra và chạm vào nhau. Khi chạm vào nhau tức là nó đã nối mạch điện cho hai sợi dây tóc ở hai đầu bóng đèn huỳnh quang làm cho 2 sợi dây tóc này nóng lên và phát ra các tia điện. Sau khi bị chạm vào nhau giữa hai thanh kim loại này không có sự phóng điện nữa nên bị nguội đi và tách rời nhau ra làm cho hai đầu bóng đèn huỳnh quang có điện thế cao khoảng 110 V (với đèn 1,2m) làm cho đèn này sáng lên và vì tắc te mắc song song với hai đầu đèn huỳnh quang này nên cũng có điện thế 110 V. Điện thế này không đủ để gây ra sự phóng điện trong tắc te nữa và đèn sáng bình thường. Có hai loại chính là:
+Tắc te có khi được dùng rất thông dụng trong chế độ mồi chậm;
+Tắc te điện tử được dùng để mồi nhanh.
Nếu đèn huỳnh quang cũ, yếu, điện tử tự do phát ra không đủ khiến cho điện trở của đèn huỳnh quang lớn, điện thế hai đầu đèn lớn, đủ gây phóng điện trong tắc te nên đèn huỳnh quang bị nháy liên tục. Khi dùng bóng đèn huỳnh quang lâu có thể xảy ra hiện tượng bóng đèn nhấp nháy trước khi bóng sáng. Nếu đèn huỳnh quang còn mới mà không sáng được vì điện yếu, không đủ để cho tắc te phóng điện thì bạn có thể "mồi" bằng cách dùng một sợi dây đồng nhỏ nối tắt hai đầu tắc te, cắm vào ổ tắc te, đợi khi hai đầu đèn huỳnh quang đỏ lên thì tháo tắc te ra, đèn sẽ sáng (Nếu muốn cắm lại tắc te vào ổ thì phải tháo sợi dây đồng đó ra). Có trường hợp hai thanh kim loại của tắc te bị chạm vào nhau rồi không tách ra được nữa thì đèn huỳnh quang chỉ đỏ hai đầu mà không sáng được. Bạn có thể khắc phục bằng cách ném tắc te xuống nền gạch hoặc đập nhẹ vào tường để cho hai lá kim loại này rời nhau ra.
Có nhiều loại "starter" khác nhau và thường công suất hoạt động thường khoảng từ 4 - 65W